# Organi della basilica delle Sante Clotilde e Valeria a Parigi

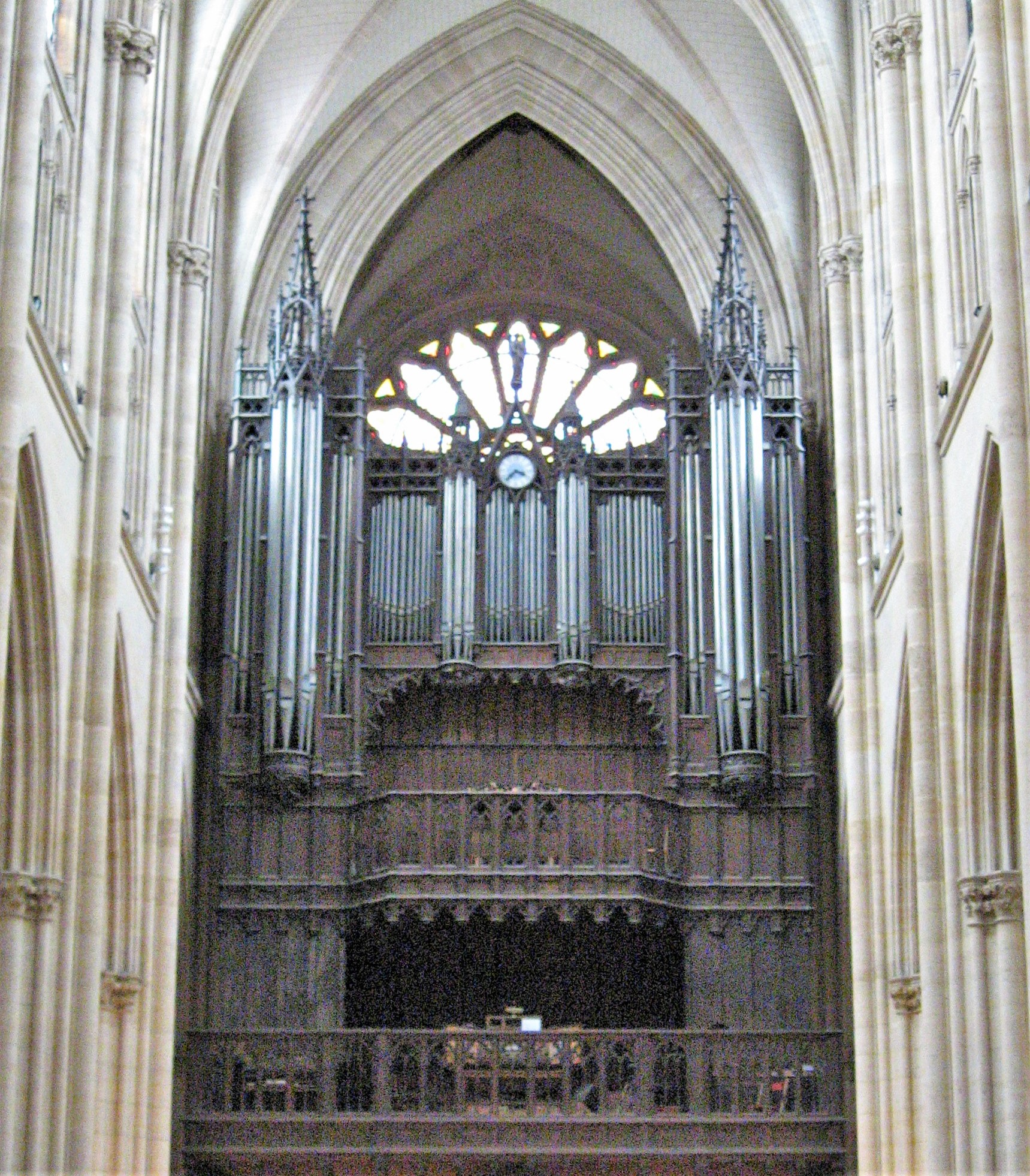
L'organo maggiore

Gli organi della basilica delle Sante Clotilde e Valeria a Parigi sono due:
- l'organo maggiore, al centro della cantoria in controfacciata, è l'opus 88 di Aristide Cavaillé-Coll; successivamente più volte modificato, dispone di 71 registri su tre manuali e pedale (più un manuale non utilizzato);[1]
- l'organo d'accompagnamento, situato sul lato destro della stessa cantoria, è stato costruito dalla ditta Cavaillé-Coll-Pleyel nel 1935-1936; dispone di 12 registri su due manuali e pedale.[2]

## Organo maggiore
La basilica delle Sante Clotilde e Valeria a Parigi venne costruita in stile neogotico tra il 1846 e il 1857.
L'organo maggiore venne costruito da Aristide Cavaillé-Coll (opus 88) a partire dal 1853 fino al 1859, e il 1º dicembre dello stesso anno César Franck tenne il concerto inaugurale. Originariamente esso aveva tre tastiere e pedaliera e 46 registri, con trasmissione meccanica con leve Barker. Nel 1933, sotto la direzione di Charles Tournemire, lo strumento fu oggetto di un primo intervento di restauro ed ampliamento (i registri furono portati a 56) da parte della ditta Beuchet-Debierre, durante il quale la trasmissione venne trasformata in pneumatica e venne installata una nuova consolle. Essendo organista titolare Jean Langlais, l'organo venne ampliato una prima volta nel 1962 (sempre ad opera di Beuchet-Debierre, che anche elettrificò la trasmissione e portò i registri a 60) e una seconda nel 1983 (restauro effettuato da Jacques Barberis, durante il quale vennero sostituiti alcuni registri). L'ultimo intervento risale al 2004-2005: l'organaro Bernard Dargassies, sotto la direzione degli organisti titolari Jacques Taddei e Olivier Penin, ha restaurato lo strumento, portandolo a 71 registri ed installando una nuova consolle a quattro tastiere, situata a pavimento nelle navate, con trasmissione elettronica.

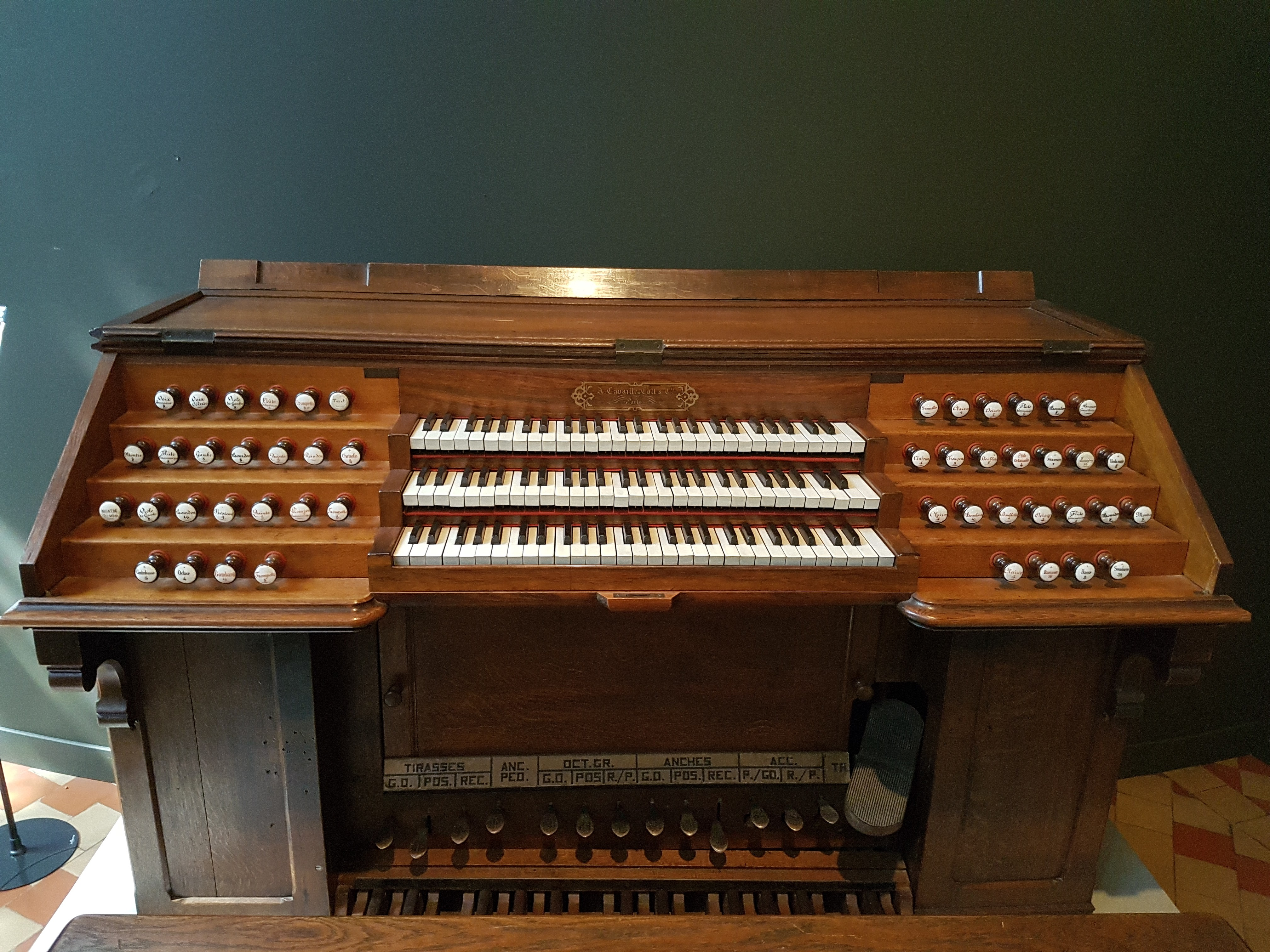
La consolle originaria dell'organo maggiore, attualmente esposta presso il Museo di archeologia e arti applicate di Anversa

Furono organisti titolari dell'organo maggiore alcuni importanti musicisti, tra cui César Franck (1859-1890, Gabriel Pierné (1890-1898), Charles Tournemire (1898-1939), Joseph Ermend Bonnal (1941-1944) e Jean Langlais (1945-1989).
La parte strumentale dell'organo è monumento storico di Francia dal 12 maggio 1981.
L'organo è alloggiato all'interno di una monumentale cassa lignea in stile neogotico, progettata da François-Christian Gau, autore dell'intera basilica. la mostra formata da canne di principale disposte in più campi, con tourrelles a pianta semicircolare. Le consolle sono due, entrambe realizzate nel corso del restauro del 2004-2005: quella in cantoria dispone di tre tastiere di 61 note e pedaliera concava di 32 note, con i registri azionati da pomelli ad estrazione posti su più file verticali ai lati dei manuali; quella in navata, invece, è ispirata a quella originaria di Aristide Cavaillé-Coll, con i registri su più file ai lati delle tastiere, e dispone di quattro tastiere di 61 note ciascuna (la quarta tastiera avrebbe dovuto comandare dei registri successivamente non realizzati) e pedaliera concava di 32 note.
Di seguito la disposizione fonica:
| I - Grand-Orgue  |        |
| Montre           | 16'    |
| Bourdon          | 16'    |
| Montre           | 8'     |
| Bourdon          | 8'     |
| Flûte harmonique | 8'     |
| Gambe            | 8'     |
| Prestant         | 4'     |
| Flûte douce      | 4'     |
| Quinte           | 2.2/3' |
| Doublette        | 2'     |
| Cornet           | V      |
| Plein-jeu        | VI     |
| Bombarde         | 16'    |
| Trompette        | 8'     |
| Chamade          | 8'     |
| Clairon          | 4'     |

| II - Positif expressif |        |
| Bourdon                | 16'    |
| Montre                 | 8'     |
| Flûte harmonique       | 8'     |
| Bourdon                | 8'     |
| Salicional             | 8'     |
| Unda maris             | 8'     |
| Quinte                 | 5.1/3' |
| Prestant               | 4'     |
| Flûte octaviante       | 4'     |
| Tierce                 | 3.1/5' |
| Septième               | 2.2/7' |
| Quinte                 | 2.2/3' |
| Doublette              | 2'     |
| Tierce                 | 1.3/5' |
| Larigot                | 1.1/3' |
| Piccolo                | 1'     |
| Plein-jeu              | III–VI |
| Trompette              | 8'     |
| Clarinette             | 8'     |
| Clairon                | 4'     |
| Tremblant              |        |

| III - Récit expressif |        |
| Quintaton             | 16'    |
| Cor de nuit           | 8'     |
| Flûte traversière     | 8'     |
| Gambe                 | 8'     |
| Voix céleste          | 8'     |
| Principal             | 4'     |
| Flûte octaviante      | 4'     |
| Nasard                | 2.2/3' |
| Octavin               | 2'     |
| Tierce                | 1.3/5' |
| Fifre                 | 1'     |
| Plein-jeu             | IV     |
| Bombarde              | 16'    |
| Trompette             | 8'     |
| Basson-hautbois       | 8'     |
| Voix humaine          | 8'     |
| Clarinette            | 8'     |
| Chamade               | 8'     |
| Clairon               | 4'     |
| Tremblant             |        |

| Pédale          |         |
| Soubasse        | 32'     |
| Contrebasse     | 16'     |
| Bourdon         | 16'     |
| Quinte          | 10.2/3' |
| Bourdon         | 8'      |
| Flûte           | 8'      |
| Octave          | 4'      |
| Flûte           | 4'      |
| Flûte           | 2'      |
| Contre bombarde | 32'     |
| Bombarde        | 16'     |
| Basson          | 16'     |
| Trompette       | 8'      |
| Clairon         | 4'      |
| Chamade         | 8'      |
| Chamade         | 4'      |

## Organo d'accompagnamento

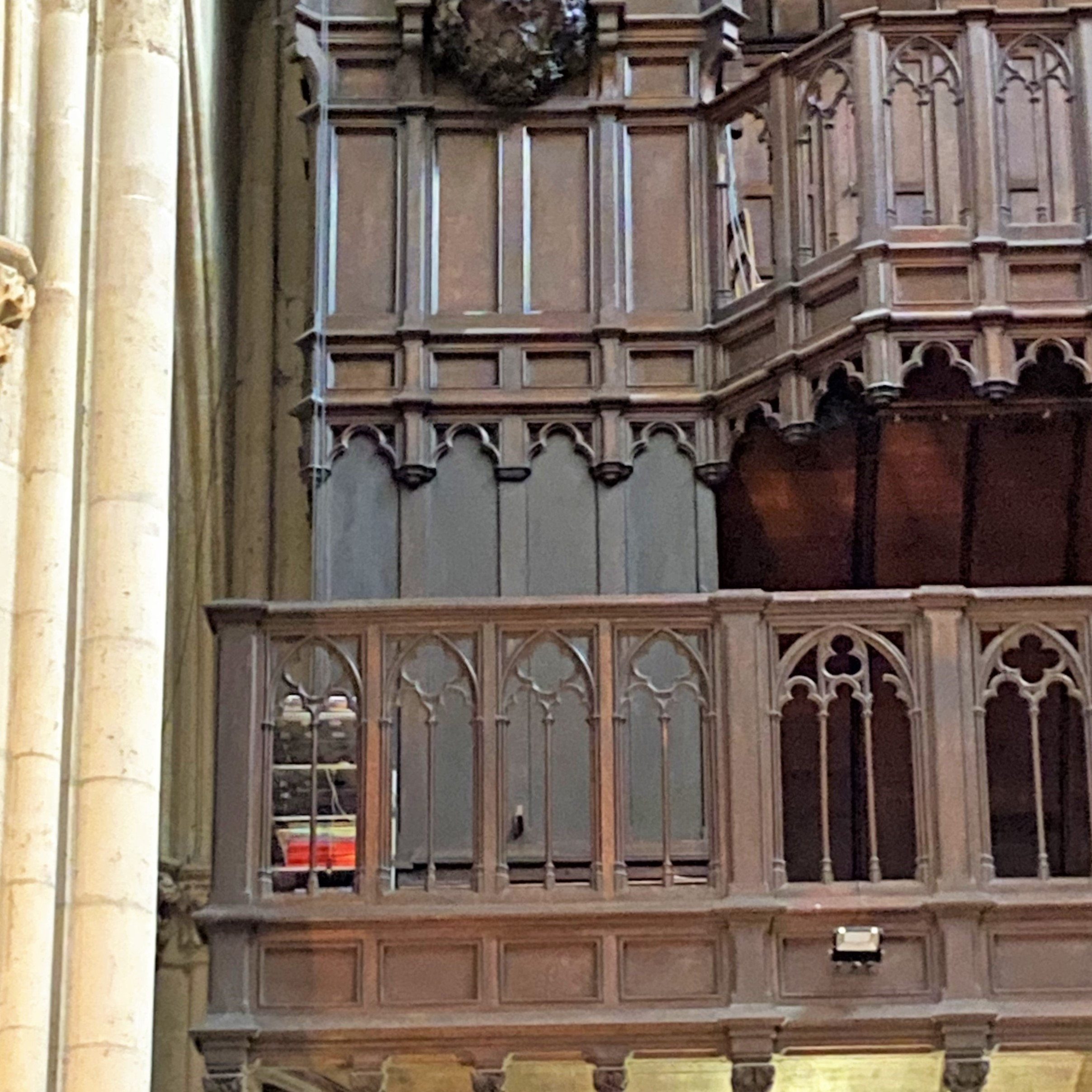
L'organo d'accompagnamento, integrato nella base della cassa dello strumento principale

Nel 1888, su progetto di César Franck, era stato installato da Joseph Merklin un organo Schmœle & Mols a trasmissione elettropneumatica, con 14 registri; lo strumento si articolava in due corpi contrapposti in cantoria ai lati dell'altare maggiore, con consolle a pavimento avente due tastiere e pedaliera. Fu rimosso nel 1935 e, ad opera della ditta Cavaillé-Coll-Pleyel, ampliato integrando un organo Mutin del 1923 che a sua volta utilizzava una cassa lignea del XVII secolo; l'organo rimase fino al 1948 nella chiesa di Saint-Germain d'Azans presso Dole, nel Giura, per poi essere trasferito nella chiesa parigina di Saint-Léon, dove si trova tuttora.
Una volta alienato, l'organo Schmœle & Mols venne sostituito da uno strumento di piccole dimensioni che non venne collocato nel coro, ma sulla cantoria dell'organo maggiore con aveva il compito di accompagnare il coro, che si trovava nel piano ove attualmente vi è la consolle a tre tastiere, che originariamente era posta ad un livello superiore. L'organo d'accompagnamento venne costruito dalla ditta Cavaillé-Coll-Pleyel nel 1935-1936 e venne restaurato nel 1962 da Picaud. A trasmissione elettrica, dispone di 12 registri (dei quali 10 reali e 2, quelli del Pedale, trasmessi), integralmente chiusi entro cassa espressiva. La consolle, aderente al corpo d'organo, ha due tastiere di 61 note ciascuna e pedaliera concava di 32 note; i registri sono azionati da pomelli ad estrazione, con i nomi riportati su frontalini in porcellana, posti su un'unica fila al di sopra del secondo manuale.
Di seguito, la disposizione fonica:
| I - Grand-Orgue expressif |     |
| Bourdon                   | 16' |
| Flûte harmonique          | 8'  |
| Flûte octaviante          | 4'  |
| Doublette                 | 2'  |

| II - Récit expressif |        |
| Cor de nuit          | 8'     |
| Gambe                | 8'     |
| Voix céleste         | 8'     |
| Flûte douce          | 4'     |
| Nazard               | 2.2/3' |
| Trompette            | 8'     |

| Pédale expressif |     |
| Sousbasse        | 16' |
| Bourdon          | 8'  |